# Bodie (Californie)
Pour les articles homonymes, voir Bodie.
Bodie est une ville fantôme située en Californie, sur le versant oriental de la Sierra Nevada, dans le comté de Mono, à environ 120 km au sud-est du Lac Tahoe à une altitude de 2 550 m.

## Climat
| Mois                                  | jan.     | fév.     | mars     | avril    | mai      | juin     | jui.     | août     | sep.     | oct.     | nov.     | déc.     | année    |
| ------------------------------------- | -------- | -------- | -------- | -------- | -------- | -------- | -------- | -------- | -------- | -------- | -------- | -------- | -------- |
| Température minimale moyenne (°C)     | −13,6    | −12,9    | −10,7    | −7,3     | −3,8     | −0,2     | 2,3      | 0,9      | −2,3     | −6,8     | −11      | −13,6    | −6,6     |
| Température moyenne (°C)              | −4,3     | −3,9     | −1,7     | 1,6      | 6,1      | 10,7     | 14       | 13,1     | 9,7      | 4,6      | −0,7     | −4,3     | 3,7      |
| Température maximale moyenne (°C)     | 4,9      | 5,1      | 7,4      | 10,6     | 16,1     | 21,6     | 25,7     | 25,3     | 21,7     | 16       | 9,7      | 4,9      | 14,1     |
| Record de froid (°C) date du record   | −33 2013 | −38 1903 | −30 1969 | −25 2005 | −20 2010 | −17 2000 | −11 1997 | −11 2000 | −17 1971 | −25 2019 | −32 1964 | −35 1990 | −38 1903 |
| Record de chaleur (°C) date du record | 16 1904  | 17 1978  | 20 2015  | 25 2020  | 28 2020  | 32 1981  | 33 2002  | 32 1895  | 31 2020  | 27 1996  | 22 2019  | 18 2008  | 33 2002  |
| Précipitations (mm)                   | 45,5     | 38,1     | 33,3     | 24,9     | 29       | 14,5     | 16       | 15,2     | 5,6      | 13,2     | 24,4     | 40,6     | 300,3    |
| dont neige (cm)                       | 42,4     | 36,8     | 43,7     | 16,8     | 11,7     | 1,5      | 0        | 0        | 0,3      | 5,1      | 23,6     | 41,1     | 223      |
| Nombre de jours avec précipitations   | 7,6      | 6,8      | 6        | 5,8      | 4,9      | 3,6      | 3,6      | 3        | 2        | 3,2      | 5        | 7,5      | 59       |
| Nombre de jours avec neige            | 6,7      | 5        | 5,9      | 3,8      | 2        | 0,5      | 0        | 0        | 0,1      | 0,9      | 3,1      | 6,1      | 34,1     |

| Diagramme climatique                                  |              |              |              |            |              |           |             |             |            |            |              |
| J                                                     | F            | M            | A            | M          | J            | J         | A           | S           | O          | N          | D            |
| 4,9−13,645,5                                          | 5,1−12,938,1 | 7,4−10,733,3 | 10,6−7,324,9 | 16,1−3,829 | 21,6−0,214,5 | 25,72,316 | 25,30,915,2 | 21,7−2,35,6 | 16−6,813,2 | 9,7−1124,4 | 4,9−13,640,6 |
| Moyennes : • Temp. maxi et mini °C • Précipitation mm |              |              |              |            |              |           |             |             |            |            |              |

## Découverte
En 1859, W.S. Bodey (en), prospecteur, découvrit de l'or à cet endroit et donna ainsi son nom à un camp minier. La même année, au mois de novembre, Bodey périt dans une tempête de neige après un voyage d'approvisionnement à Monoville (en).
En 1876, la Standard Company découvrit un filon exploitable et le petit camp minier isolé, n'abritant que quelques prospecteurs, se changea en une ville champignon qu'on nomma Bodie. Au total, la quantité d'or produite par Bodie a été évaluée à 34 millions de dollars.
Construite durant la Ruée vers l'or en Californie, la ville atteignit une population de 10 000 habitants en 1880 (deuxième ville de Californie à l'époque), avant d'être progressivement abandonnée à la suite de deux incendies causés par un enfant.
En tant que ville minière en pleine effervescence, Bodie possédait les avantages des grandes villes, notamment deux banques, une fanfare, une voie de chemin de fer, une association de miniers et d'ouvriers, plusieurs journaux et une prison. À son apogée, soixante-cinq saloons ouvraient leurs portes sur la rue principale longue d'environ deux kilomètres. Les assassinats, les fusillades, les bagarres et les attaques à main armée étaient monnaie courante. Une légende dit qu'une petite fille, apprenant qu'elle et sa famille déménageaient pour Bodie, fit une nuit cette prière : « Au revoir Seigneur, nous allons à Bodie ».
Les chargements d'or partant de la mine étaient acheminés jusqu'à Carson City dans le Nevada, en passant par Aurora, Wellington (en) et Gardnerville. La plupart des cargaisons étaient escortées par un garde armé.
On considère qu'il reste à l'heure actuelle plus ou moins 5 % des bâtiments d'époque (ceux-ci sont entretenus par des rangers). C'est aujourd'hui un State Historic Park et National Historic Landmark.

## Une première en électricité
En 1893, la société Standard Company construisit sa propre usine hydroélectrique, située à une vingtaine de kilomètres de la ville sur la rivière Green Creek, au-dessus de Bridgeport en Californie. L'installation produisait du courant alternatif à 6 600 volts pour un maximum de 96 kW ; cette puissance alimentait notamment les vingt marteaux de l'usine de battage de la compagnie. Cette installation innovante est restée dans les mémoires comme l'une des premières applications du transport d'électricité sur une longue distance.
Il n'est pas certain que l'électricité ait été transmise jusqu'à Bodie. En effet, par sécurité, la ligne électrique suivait une ligne droite depuis Green Creek (du moins sur la carte : la ligne n'était pas percée directement à travers les montagnes).

## Une ville fantôme authentique
Bien que considérablement réduite en superficie, Bodie garda des résidents pendant une grande partie du vingtième siècle, même après un incendie qui ravagea le centre-ville en 1932. Bodie est dorénavant une authentique ville fantôme d'Amérique de l'Ouest, elle a été nommée National Historic Landmark en 1961.
Aujourd'hui, Bodie est préservée dans un état de délabrement arrêté. Seulement une petite partie de la ville a survécu. Les visiteurs peuvent arpenter des rues vides qui ont déjà connu une population de presque 10 000 personnes. L'intérieur des bâtiments est laissé tel que lors de son abandon. Bodie est ouverte toute l'année, mais la longue route qui mène vers elle est généralement fermée l'hiver, à cause d'importantes tempêtes de neige. La période la plus confortable pour la visiter est donc l'été. La ville fantôme apparaît dans le jeu Grand Theft Auto: San Andreas sous le nom de Las Brujas.
Elle renvoie plus généralement à toute la littérature autour de la ruée vers l'or, avec des auteurs tels que Jack London et Ernest Haycox.

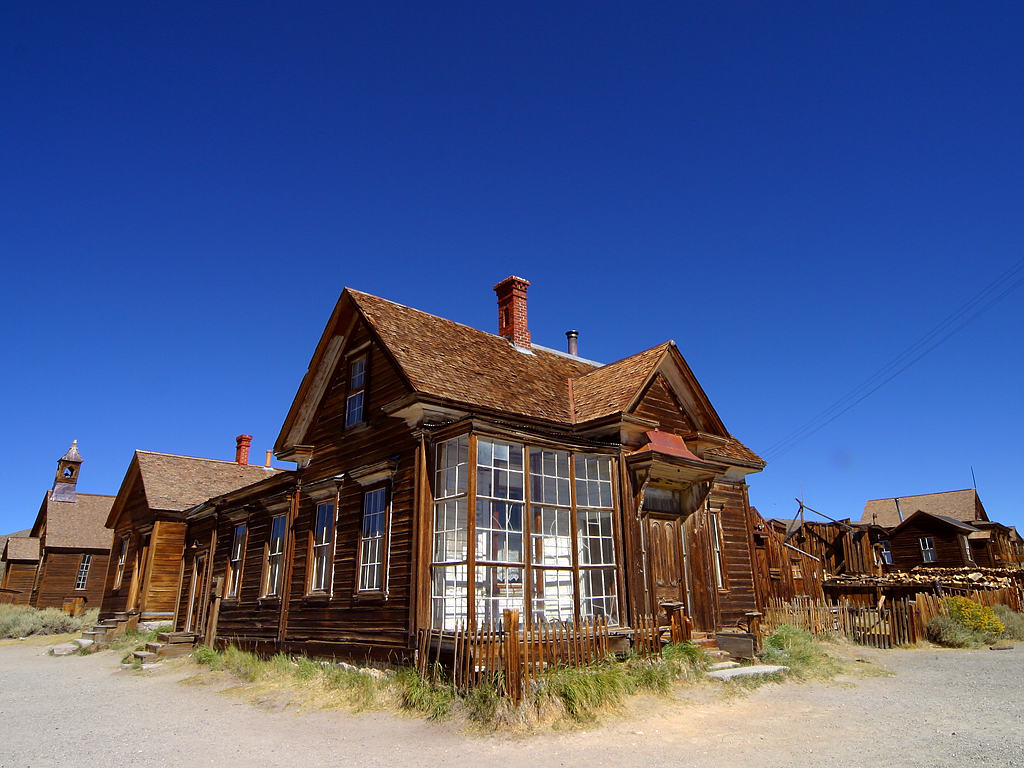
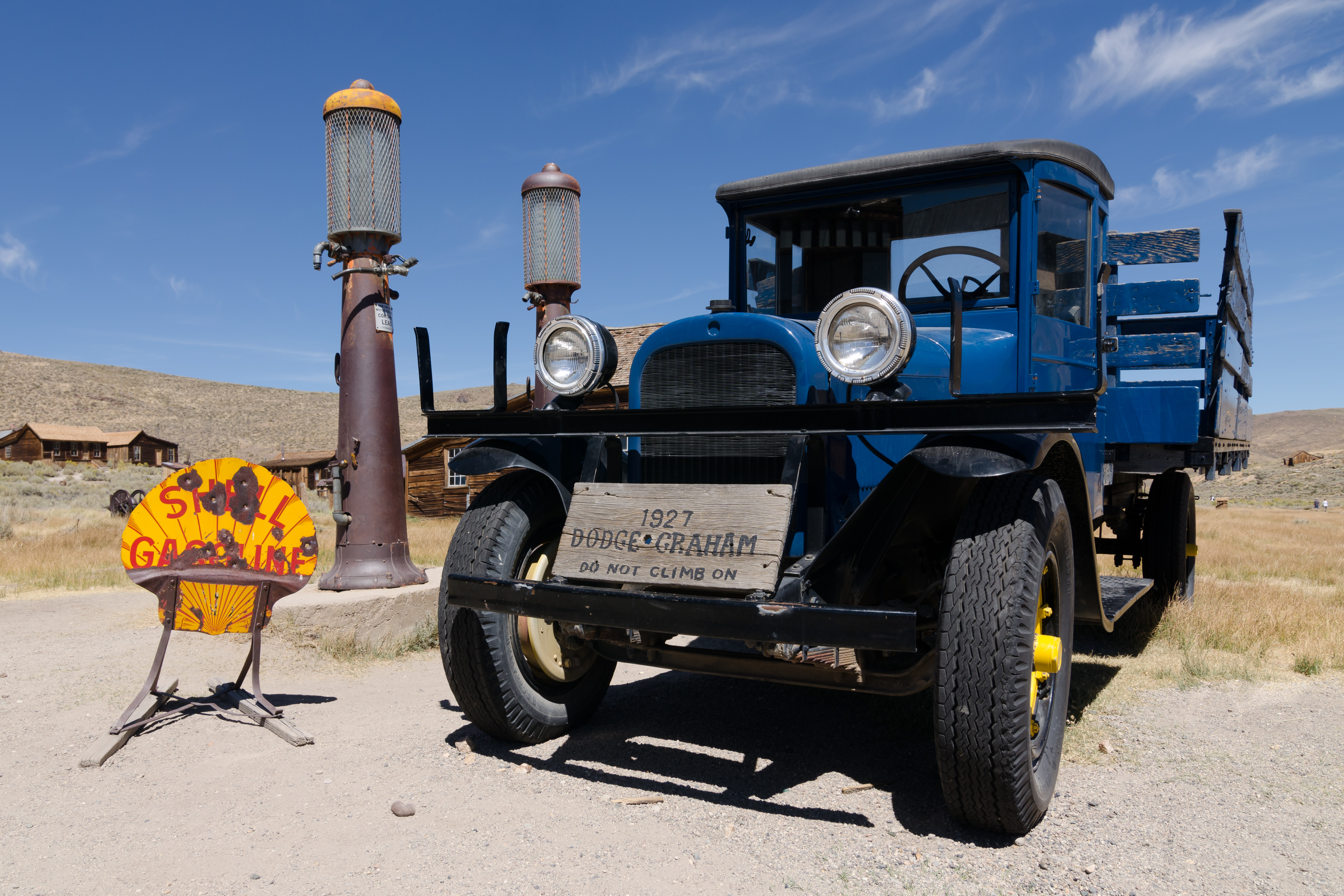
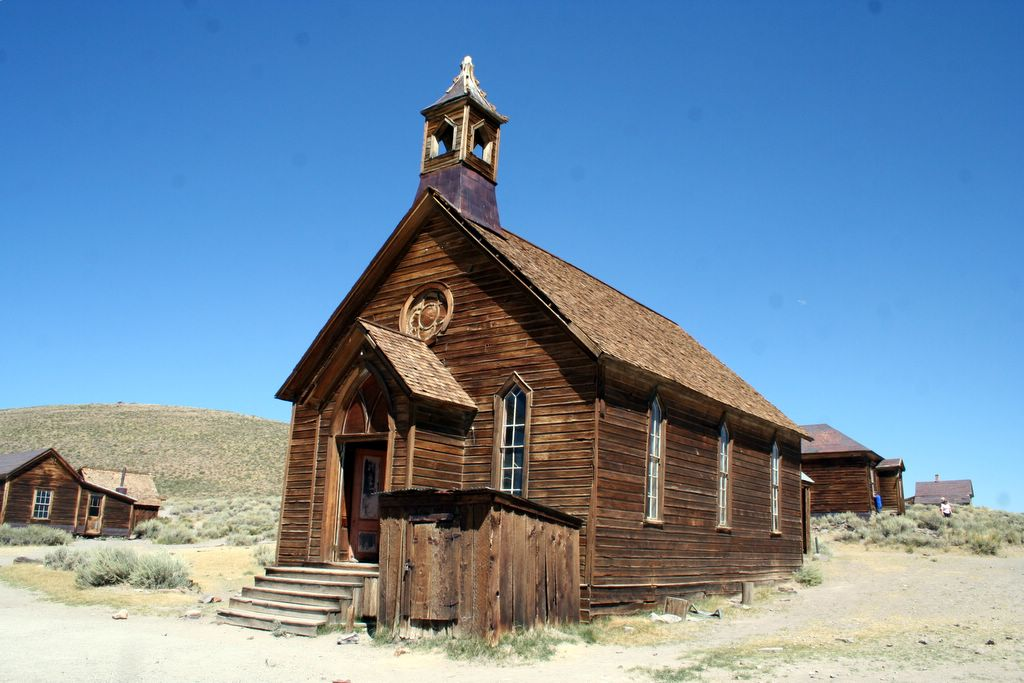
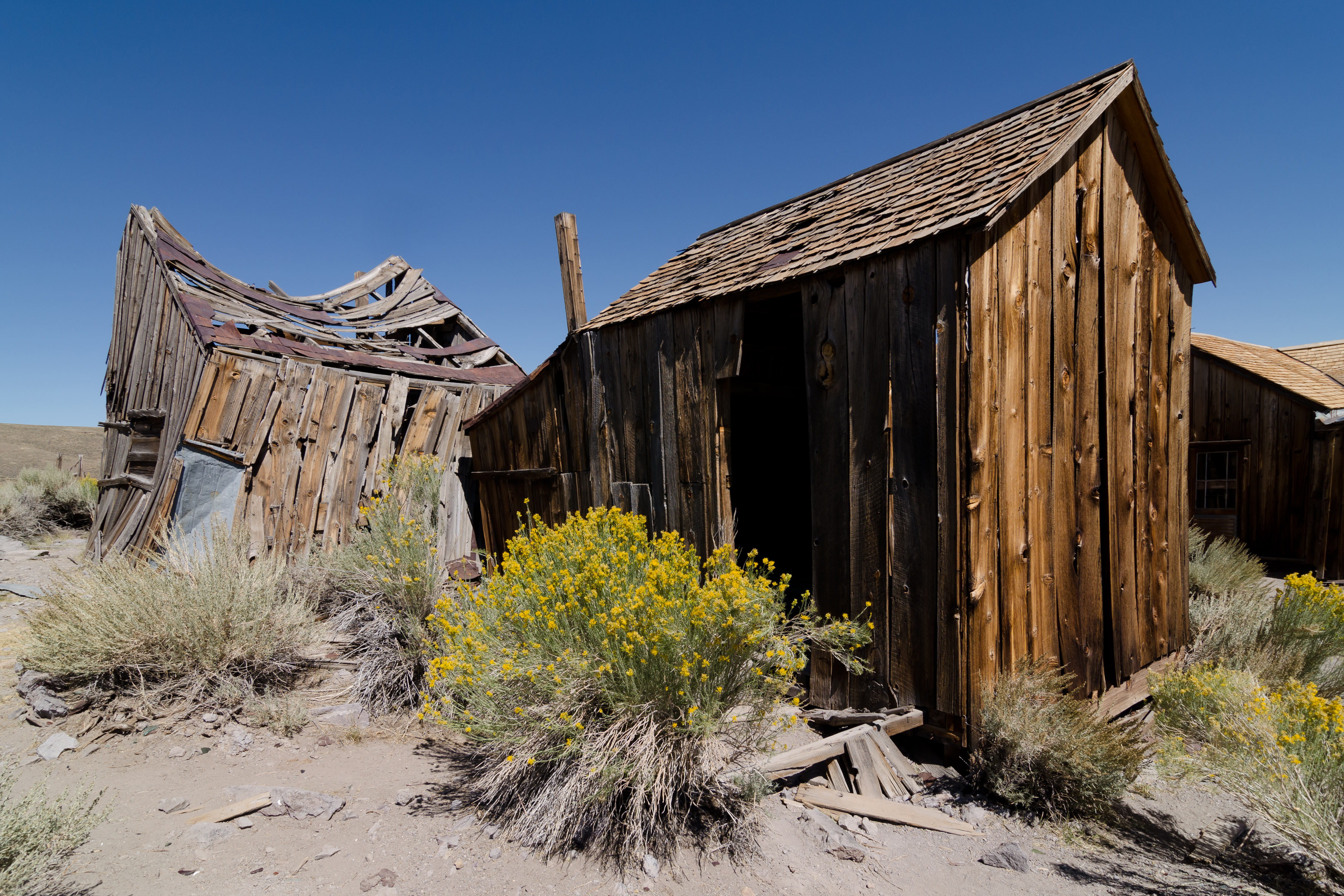
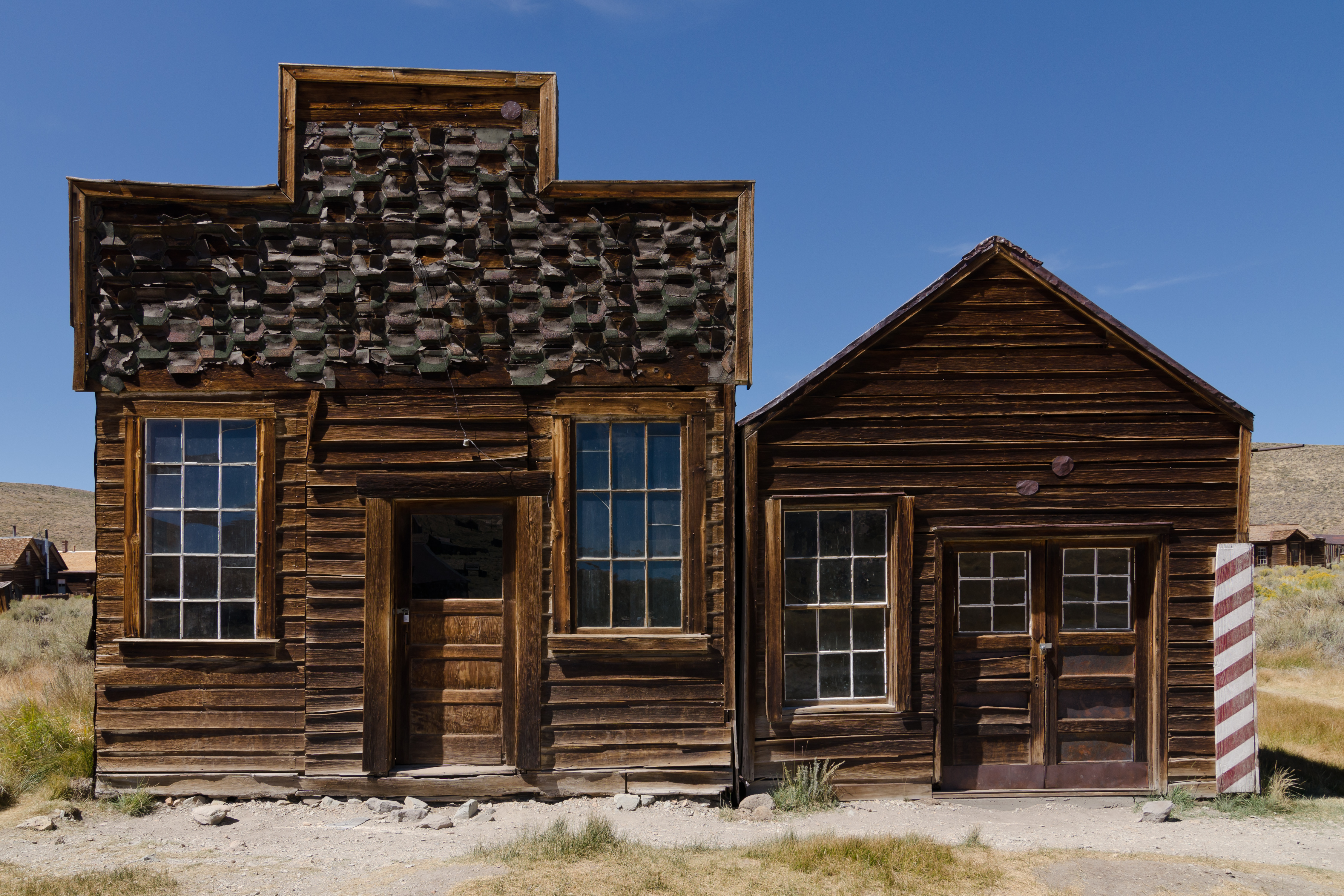
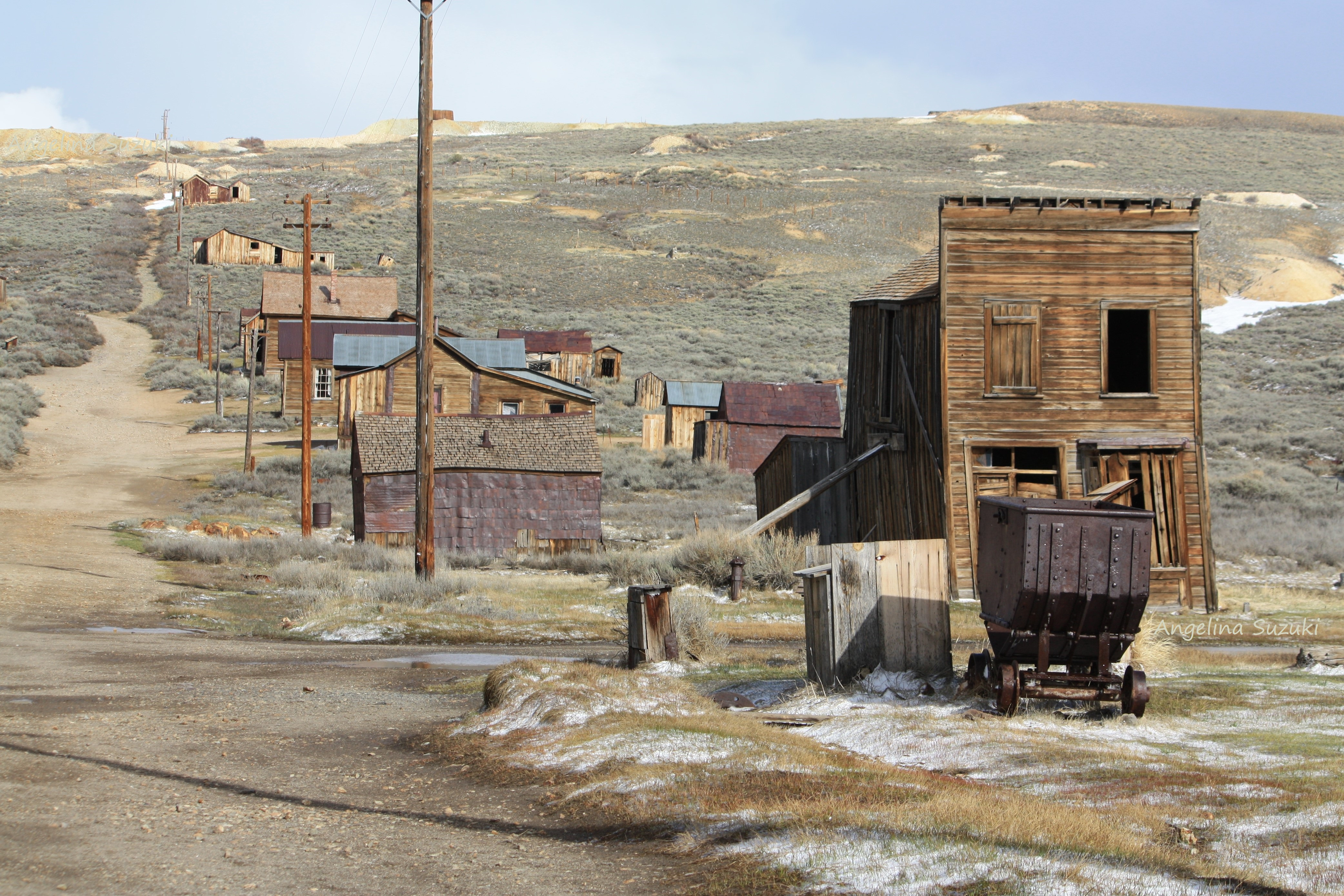